# 麻生万五郎
麻生 万五郎（あそう まんごろう　天保9年11月29日（1838年12月26日）-大正7年（1918年））は幕末の下総国関宿藩の郷士・剣術家。抜擢されて農兵隊を率いた。本姓は藤原氏、名ははじめ満助、のちに満福。通称万五郎(萬五郎とも表記する）。養道軒と号す。

## 生涯
天保9年11月29日（1838年12月26日）、下総国猿島郡西泉田村（千葉県猿島郡境町）で郷士・麻生勘十郎家に生まれる。
「麻生万五郎自力証」によると、麻生家の先祖は下野国に住し、小山城主・小山政光の執権職を務めたという。南北朝時代、小山一族も内紛状態となり、貞和3年（1347年）、争いに敗れた麻生直利が小山を離れ、その子・麻生利直が猿島郡に泉田村を開いて定住した。以来、麻生家は代々村吏を勤めた。その後、10代目麻生四郎右衛門勝元の弟・伝十郎勝信が、天和4年（1684年）に、当時の関宿藩主・牧野成貞に200石で召し抱えられるなどしたが、基本的に麻生家は農民身分であった。
万五郎の祖父・麻生理兵衛（珍義）は神道無念流2代目戸賀崎熊太郎（胤芳・有道軒）の門人となり、他流派も様々学ぶと、養道軒（初代）と号した。天明期から文化期にかけて、藩に「御用金」を数度収めて財政を支援した報酬として、名字帯刀と麻裃を許された（天保7年死去）。
万五郎の父・麻生勘十郎（智勝）も、神道無念流戸賀崎道場に武術を習う傍ら、亀田綾瀬から思想を学び、また江川太郎左衛門との間に親しく交流を持って、軍学・火術を学んだ。嘉永6年（1853年）の郷士取立に際して、小組頭として抜擢され、城の警護の任にあたった（2代目「養道軒」を号す）。
万五郎も幼少から剣術を好み、父の弟弟子にあたる関宿藩士、井口小十郎や亀井満次らの知遇をうけ、また桐ケ作村の郷士・上原和三郎から剣術の手ほどきをうけた。安政3年（1856年）、20歳のとき、3代目戸賀崎熊太郎（喜道軒・芳栄）の道場に入門し、文久2年（1862年）には目録となる。
文久3年（1863年）12月、25歳の時、藩からの農兵募集に応じ、「農兵誓詞」の筆頭に著名している。
関宿藩農兵隊（農士隊）は17歳から45歳未満の身体強健な村役層の青年50～60人で組織化され、藩主の警護、強盗追捕、城下防衛等、治安維持の役割を担った（同時期、川連虎一郎も教頭として抜擢され、隊員集めに奔走している）。部隊は10名で１組を編成し、万五郎は入札で横目小頭として小隊を率いることになり、御刀料及び御扶持代が支給された。
万五郎はのちに撃剣教授を兼任し、慶応３年（1867年）1月には上原和三郎の代理として教頭番頭役に任命され、実質的に中核的な指揮官となった。葛飾郡野田町（天領）警護に赴いた際には、25名の隊員を率いて「新組隊」と称した。2月28日から、下野国都賀郡部屋村をかわきりに関宿飛地の村々へ出稽古に出た。18ケ村に3日ずつ滞在し、総計104名に稽古をつけた。また、7月3日から12日まで、「世間不穏ニ付」境町伏木村関根伊を中心とした山狩りを実施している。この年11月には、長男・賢一郎（満次）が誕生した。
慶応4年（1868年）、鳥羽伏見の戦い以降、江戸開城を前後して、旧幕軍の一部は抗戦を続けるべく、北方へと移動を開始する。4月9日（5月1日）、会津藩の敗走兵が関宿藩領を通過するに際して、対応をめぐって藩内は「佐幕派」「勤王派」に意見対立し、緊張が増した。（久世騒動）
4月13日（1868年5月5日）、万五郎は15名の隊員とともに、関宿町植竹詰めを命じられると、翌14日、学館(藩校・教倫館）詰となり、以降、不眠不休の警備にあたった（「昼夜三～四回「松山堤」ヲ始メ台町□□掘ト云フ處ヨリ御門迄」）。。
4月20日には旗本を主体とする旧幕軍1500名が岩井宿に進出したため、伊地知正治率いる新政府軍との戦闘に発展する（岩井戦争）。この混乱時、関宿城からは「佐幕派」藩士が大量脱走をしたが、新政府軍の進駐によって、農兵隊に対しては、「其筋」より帰村命令が出された。農兵隊は一時解散となり、万五郎も「空シク帰宅」することとなった。その後、制度が改まる明治3年までは、村々にて巡回警護の任を受け持ちながら道場での活動は続けた。明治3年3月25日に、印旛県にて武術指南改メが行われた際にも、万五郎の門下生が複数名あったという。
その後も、弟の音八郎（満正）とともに、「文明開化ニ致ルト雖モ武文ハ両輪ノ車ノ如ク、又天下ニ文武ヲ備フルハ治乱ニ用フル為ナリ」として「廃刀令」後も自宅で道場を運営し続け、明治18年（1885年）4月、神道無念流の免許を許されて、以降「養道軒」（3代目）を号する。
将来を嘱望されていた長男・賢一郎は明治21年（1888年）5月31日死去するが、4代目戸賀崎熊太郎（尚道軒・芳武）に学んだ次男・善二郎（満治）が「養道軒」（4代目）を継いだ。
明治28年（1895年）に大日本武徳会が発足し、武術を学校教科に組み入れるべきとする運動を始めると、万五郎もこれに同調し、翌明治29年（1896年）1月、「撃剣拡張之意見書」を提出した。「我国三種之神器たる御鏡を智とし、御璽を仁とし、御剣を勇とし、則智仁勇之其一ニ位する所謂剣道是也。故ニ国民たる者、是非撃剣を練習せざるべららず」として、地域における剣術の練習体制や武術会の開催を訴えた。
明治38年（1905年）5月、伊勢山田にて催された演武会に参加し、大阪の山辺道義（直心影流、竹内流柔術師範）と対戦、1勝1敗の結果となった。山辺は警察主催の演武会にたびたび登場している著名な老剣客であり、この対戦は万五郎の名声を高めることになったという。（剣士麻生翁壽蔵碑）
明治40年（1907年）2月、ついに神道無念流皆伝一巻の皆伝書が与えられた（なお、その2カ月後に尚道軒芳武は自害している）。
大正7年（1918年）に81歳で没した。菩提寺は西光寺。
大正13年（1923年）、門生によって麻生家門前に「武徳碑」が建てられた。碑文には300名近い関係者名がみられるが、幕末の藩主・久世広文が彰義隊に参戦するなどして、関宿藩は結果的に佐幕藩扱いとなっていため、新政府に遠慮していたため建碑時期が遅れたという。
　碑には万五郎の歌が刻まれている。
「君の為　民のためとて学ぶ武は　のちの世までも残るものゝ婦」